# او-۷۰۶
زیردریایی یو-۷۰۶ (به انگلیسی: German submarine U-706) یک زیردریایی بود که طول آن ۶۷٫۱ متر (۲۲۰ فوت ۲ اینچ) بود. این زیردریایی در سال ۱۹۴۰ ساخته شد.